# شاباجی خانم (فیلم)
شاباجی خانم فیلمی به کارگردانی صادق بهرامی و نویسندگی مهدی سهیلی محصول سال ۱۳۳۷ است. این فیلم جزو فیلم‌هایی که به فیلمفارسی معروف هستند، محسوب می‌شود.

## خلاصه داستان
شاباجی خانم و خان عمو که به‌شدت خرافی و پای‌بند معتقدات سنتی هستند، ناگهان عروس فرنگی را بین خود می‌بینند، ماجراهای متعددی از درگیری دو نسل، دو طرز فکر پیش می‌آید و سرانجام این جوان‌ها هستند که اعتقادات خود را به آدم‌های نسل گذشته تحمیل می‌کنند.

## بازیگران
- علی زرندی
- محمدعلی سخی
- اشرف کاشانی
- مهوش
- جواد تقدسی
- ویکی مونتس
- منصور والامقام

## سایر مشخصات
- کارگردان: صادق بهرامی
- تهیه‌کننده: دکتر اسماعیل کوشان
- فیلم‌نامه: مهدی سهیلی
- فیلمبردار: ایرج خواجه نصیری
- امور فنی: استودیو پارس فیلم
- تدوینگر: موسی افشار
- آهنگها: بهرام حسن زاده، مجید وفادار
- اشعار: مهدی سهیلی
- خواننده: مهوش
- رقص: مهوش
- چاپ و لابراتوار: واهان بیجانیان
- تیتراژ: حمید خواجه نصیری
- طراح پوستر: میشا گراگوسیان
- محصول: استودیو پارس فیلم
- سال نمایش: اول فروردین ۱۳۳۷
- سینماهای نمایش دهنده: ایران، متروپل، زهره و تخت جمشید
- گونه: کمدی